# Kasteel van La Motte-Jean
Het Kasteel van La Motte-Jean (Frans: Château de la Motte-Jean) is een kasteel in de Franse gemeente Saint-Coulomb. Het kasteel is een beschermd historisch monument sinds 1980.